# Joaquín Catalá de Alemany
Joaquín Catalá de Alemany (Manresa, 14 de septiembre de 1911-Madrid, 27 de septiembre de 2009) fue un físico, meteorólogo, catedrático y académico español, pionero de la física de partículas en España.

## Biografía
Después de licenciarse en física en la Universidad de Barcelona y de doctorarse en la misma especialidad (1943) en la Universidad de Madrid —ejerciendo también de meteorólogo— se trasladó a Valencia; allí ocupó la Cátedra de Física Teórica y Experimental en la universidad de la ciudad. En 1949 obtuvo un año de beca de investigación en la Universidad de Bristol y a su vuelta, en 1950, creó en Valencia el primer grupo de investigación dedicado a la física de partículas en España. Ejerció también la cátedra de Física del Aire en la Universidad Complutense de Madrid.
Elegido académico de la Real Academia de Ciencias Exactas, Físicas y Naturales, ocupó el puesto de académico numerario (medalla 37) desde su toma de posesión el 10 de junio de 1981 hasta el 23 de febrero de 2000, cuando se convirtió en académico supernumerario. Falleció el 27 de septiembre de 2009 en Madrid.